# Krissada Terrence
Krissada Terrence (Bangkok, 26 de diciembre de 1970, también en tailandés: กฤษดา เทอเรนซ์, Krissada Sukosol Clapp, Noi S. Clapp o Noi Pru) es un actor y cantante pop tailandés-estadounidense. Miembro de la banda tailandesa pop Pru. Sus personajes principales en el cine incluyen Bangkok Loco, The Adventure of Iron Pussy y 13 game sayawng.

## Biografía
Es hijo de una madre tailandesa, Kamala Sukosol, una cantante de jazz y dueña de hoteles de la ciudad de Siam y de la cadena de centros turísticos, y de un padre estadounidense, Terrence H. Clapp.
Noi estudió antropología en la Universidad de Boston, como los primeros inicios de su trabajó atendía mesas en Nueva York, luego trabajó como actor iniciándose en el teatro. En realidad, más adelante admitió en una entrevista que trabajó como camarero en una dura labor sólo una noche, admitiendo lo que le desesperaba. "Al final, parecía más fácil que esperar a que los cheques de su madre todos los meses.
Noi se casó en 2003, con Melanie Giles.

## Carrera
En 2001 formó la banda Pru con su hermano mayor, el guitarrista y productor Kamol "Sukie" Sukosol. La banda lanzó dos discos bajo el sello BEC-TERO, distribuido a través de Sony BMG Music Entertainment (Tailandia). Pru fue la banda favorita  en Tailandia obteniendo premios en 2002 por MTV Asia.

## Como actor
Su primera actuación se inició en el cine en 2003, desempeñando un papel protagónico en The Adventure of Iron Pussy junto a Michael Shaowanasai y Apichatpong Weerasethakul. La película era una parodia y un homenaje a las demás películas de acción tailandesas y con acompañamientos musicales de la década de los años 1970 que interpretó como protagonista a los personajes de Mitr Chaibancha y Chaowarat Petchara.

## Filmografía
- My Teacher Eats Biscuits (1996)
- The Adventure of Iron Pussy (2004)
- Bangkok Loco (2004)
- 13 game sayawng (2006)
- The Happiness of Kati (2009)
- A Moment in June (2009)